# Chantal Pagel
Chantal Pagel (* 29. November 1996 in Wolfsburg) ist eine ehemalige deutsche Handballtorhüterin.

## Karriere
Pagel spielte anfangs bei der HSG Weyhausen/Tappenbeck. 2011 schloss sie sich der HSG Hannover-Badenstedt an. Mit der B-Jugend der HSG Hannover-Badenstedt gewann sie 2012 die Deutsche Meisterschaft. Weiterhin belegte Pagel mit der Badenstedter A-Jugend 2013 den dritten sowie 2014 den zweiten Platz bei der deutschen Meisterschaft.
Pagel unterschrieb 2015 einen Vertrag beim Bundesligisten SVG Celle. Zusätzlich war sie für eine weitere Spielzeit per Zweitspielrecht für den Drittligisten HSG Hannover-Badenstedt spielberechtigt. Mit der Damenmannschaft der HSG Hannover-Badenstedt gewann sie in der Saison 2015/16 die Meisterschaft der 3. Liga Staffel Nord. Nachdem Celle im Sommer 2017 Insolvenz anmeldete, schloss sie sich dem isländischen Erstligisten Valur Reykjavík an. Mit Valur gewann sie 2019 sowohl die isländische Meisterschaft als auch den isländischen Pokal. Im Sommer 2019 wechselte sie zum deutschen Zweitligisten Füchse Berlin. Im Sommer 2022 beendete sie aus beruflichen Gründen ihre Karriere.